# Deschampsia wacei
Deschampsia wacei là một loài cỏ thuộc họ Poaceae. Loài này có ở Tristan da Cunha. Môi trường sống tự nhiên của chúng là đầm lầy.